# Rozy Liuksemburg (Kavkázskaya, Krasnodar)
Rozy Liuksemburg (del ruso: Розы Люксембург) es un jútor del raión de Kavkázskaya del krai de Krasnodar, en el sur de Rusia. Está situado en las tierras bajas de Kubán-Azov, 26 km al noroeste de Kropotkin y 122 km al nordeste de Krasnodar, la capital del krai. Tenía 185 habitantes en 2010.
Pertenece al municipio Mirskoye.